# Bioresource Technology
Bioresource Technology ist eine in 24 Ausgaben jährlich erscheinende begutachtete wissenschaftliche Fachzeitschrift, die von Elsevier herausgegeben wird. Chefredakteur ist Samir Khanal. Die Erstausgabe fand im Jahr 1979 unter dem Titel Agricultural Wastes statt, 1987 erfolgte eine Umbenennung in Biological Wastes, seit 1991 firmiert die Zeitschrift unter dem heutigen Titel.

## Themen
Inhaltlich befasst sich die Zeitschrift mit der Nutzung von biologischen Ressourcen, insbesondere von Biomasse, biologischen Abfällen, Bioenergie, Biotransformation und Systemanalysen von biologischen Ressourcen sowie Technologien zu deren Herstellung und Wandlung. Die Themen umfassen u. a. gasförmige oder flüssige Biotreibstoffe, Umweltschutzaspekte und die thermochemische Umwandlung von pflanzlichen Rohstoffen.
Es werden sowohl Originäre Forschungsarbeiten, Review-Artikel als auch Fallstudien zu bestimmten Themen im Spektrum der Zeitschrift publiziert.

## Bedeutung
Der Impact Factor lag im Jahr 2020 bei 9,642. Damit lag die Zeitschrift auf Rang 12 von 159 in der Kategorie Biotechnologie und angewandte Mikrobiologie gelisteten wissenschaftlichen Zeitschriften, auf Rang 12 von insgesamt 114 Zeitschriften in der Kategorie Energie und Treibstoffe und auf Rang 1 von 14 Zeitschriften in der Kategorie Agrartechnik. Der fünfjährige Impact Factor liegt bei 9,237.